# فرودگاه دریاچه آبی سندی
فرودگاه دریاچه آبی سندی (به انگلیسی: Sandy Lake Water Aerodrome) یک فرودگاه همگانی است که یک باند فرود آب دارد. این فرودگاه در کشور کانادا قرار دارد و در ارتفاع ۲۷۵ متری از سطح دریا واقع شده است.